# Japanischer Teppichhai
Der Japanische Teppichhai (Orectolobus japonicus) ist ein Echter Hai aus der Familie der Teppichhaie (Orectolobidae). Er lebt im Nordwest-Pazifik vor Japan, Korea, China, Taiwan, Vietnam und den Philippinen.

## Merkmale
Die Art ist flach mit breitem Kopf und Körper und erreicht eine Länge von 107 cm. Rund um den Oberkiefer trägt sie teils verzweigte Barteln und Hautlappen. Auf dem Rücken trägt sie breite, dunkle, rechteckige Sättel mit hellen Punkten. Zwischen den Sätteln ist die Haut heller mit netzförmigen Linien.

## Lebensweise
Der Japanische Teppichhai lebt auf dem Kontinentalschelf in Küstennähe in Fels- und Korallenriffen sowie über sandigem oder schlammigem Grund. Er jagt nachts bodenlebende Fische wie den Eidechsenfisch, Sägebarsche, Meerbarben, Papageifische und Knurrhähne, aber auch Kopffüßer und Garnelen sowie die Gelege anderer Haie. Er ist ovovivipar und gebärt Junge in Beuteln zu 20 bis 23 Tieren.